# Eury Pérez
Eury Eduardo Pérez (né le 30 mai 1990 à San Luis, Santo Domingo, République dominicaine) est un voltigeur des Ligues majeures de baseball.

## Carrière
Eury Pérez signe son premier contrat professionnel en 2007 avec les Nationals de Washington. Il fait ses débuts dans le baseball majeur avec cette équipe le 1er septembre 2012. Il joue 13 matchs en 2012 et 9 en 2013 avec Washington. 
Réclamé au ballottage par les Yankees de New York le 22 septembre 2014, il dispute 4 matchs du club. Le 23 janvier 2015, il est réclamé au ballottage par les Braves d'Atlanta. Il maintient une moyenne au bâton de ,269 en 47 matchs joués pour les Braves en 2015.
Il est invité à l'entraînement de printemps des Astros de Houston en 2016.